# Celerena mutatipes
Celerena mutatipes là một loài bướm đêm trong họ Geometridae.